# Ubarana-focinho-de-rato
A ubarana-focinho-de-rato (Albula vulpes), também designada popularmente por flecha, ubarana-rato, juruna, peixe-rato, arabaiana-rato, focinho-de-rato ou ubarana-boca-de-rato, é um peixe da família dos albulídeos. Chega a atingir 104 cm de comprimento e 9 kg de peso. É uma espécie cosmopolita que vive em águas tropicais, no Atlântico ocidental, desde a Baía de Fundy ao sul do Brasil. É uma espécie apreciada em pesca desportiva, ainda que não o seja tanto como alimento, devido à presença de pequenos ossos na sua carne (daí o nome inglês "bonefish" ou peixe-dos-ossos). Crê-se actualmente que esta designação engloba mais do que uma espécie. Alimenta-se especialmente de crustáceos, ainda que diversos autores ainda refiram pequenos vermes e moluscos, como bivalves e lulas. Esta espécie é encontrada também na costa africana, como por exemplo na República do Togo.